# Preußisch Oldendorf
Preußisch Oldendorf là một thị xã ở Minden-Lübbecke district, in Nordrhein-Westfalen, nước Đức. Đô thị Preußisch Oldendorf có diện tích 68,78 km². Năm 1905, tên gọi Oldendorf được đổi bằng cách thêm "Preußisch" vào trước tên cũ.
Preußisch Oldendorf nằm ở phía bắc của Wiehengebirge, cự ly khoảng 9 km về phía tây của Lübbecke, 24 km về phía tây bắc của Herford và 30 km về phía đông của Osnabrück.
Các khu vực giáp ranh:
- Stemwede
- Espelkamp
- Lübbecke
- Hüllhorst
- Rödinghausen
- Melle
- Bad Essen

Preußisch Oldendorf bao gồm 10 khu dân cư:
| - Börninghausen - Engershausen - Getmold - Harlinghausen - Hedem | - Bad Holzhausen - Lashorst - Offelten - Preußisch Oldendorf - Schröttinghausen |